# Astra HD7
La série Astra HD7 est une gamme de camions lourds et extra lourds, porteurs et tracteurs de semi-remorques de chantier et pour convois exceptionnels, fabriquée par le constructeur italien Astra SpA, filiale du groupe IVECO, lancée à l'occasion du cinquantième anniversaire de la marque, en 1996.

## Description
Cette gamme de véhicules de chantier remplace la précédente gamme Astra HD6. Elle bénéficie en 2001 de l'adoption des motorisations IVECO Cursor développant 360, 400, 450 et 500 ch DIN et sera renommée « HD7c ».
Elle conserve la robustesse classique des productions Astra qui ont fait la réputation de la marque depuis sa création, alliée à une nouvelle cabine en fibre de verre. Son châssis est homologué pour des charges de 40 t dans la version porteur 8x4 et 56 t en version tracteur semi-remorque, conformément au code de la route en Italie et dans les pays acceptant ces charges peu communes et monte jusqu'à 121 t pour les convois exceptionnels.
Sur route, en France, ce véhicule serait limité (en 2017) à 32 t dans la version porteur 8x4 (autorisée seulement depuis 1992) et 40 t en version semi-remorque.
La gamme des véhicules Astra HD7, grâce à leurs particularités et au large éventail de configurations disponibles, sont des véhicules adaptés à tout type de travaux, du transport de matériaux inertes avec benne basculante, au transport de béton avec bétonnière et pompe à béton jumelée ainsi que les transports tout-terrain et exceptionnels.
Lors de son lancement, la gamme HD7 comprend :
- onze configurations de châssis, du camion au tracteur et du 4x2 au 8x4 ;
- trois moteurs Fiat-Iveco 8460.41K - 8210.42K et 8280.42 avec cinq puissances de 345 ch à 520 ch DIN Euro 3 ;
- transmission manuelle à 16 rapports puis automatisées Astronic 16 rapports à partir de 1998 ;
- quatre types de cabines, longue ou courte, avec conduite à gauche ou à droite selon l'usage et le marché de référence.

## Véhicules de chantier en Italie
Le marché des véhicules de chantier a toujours été très particulier, en Italie. Compte tenu du code de la route de 1976 qui permet à ces véhicules de circuler avec 33 t sur trois essieux en 6x4, 40 t en version 8x4, avec un gyrophare sur le toit de la cabine lorsqu'il est en charge. Les Astra HD7, comme les séries précédentes, sont des véhicules facilement adaptables, en benne ou en malaxeurs avec systématiquement une pompe à béton.
La gamme Astra HD7 est dotée des fameux moteurs à 6 cylindres en ligne Fiat-Iveco : 
- 8460.41K - 6 cylindres en ligne, 9 495 cm3 développant une puissance de 345 ou 370 ch DIN ;
- 8210.42K - 6 cylindres en ligne, 13 798 cm3 développant une puissance de 420 ch DIN à 1 800 tr/min ;
- 8280.42S - 8 cylindres en V, 17 174 cm3 développant 440 ou 520 ch DIN à 1 800 tr/min avec un couple de 2 500 N m sur la plage allant de 1 000 à 1 440 tr/min.

Conçu pour répondre aux exigences de toutes les missions extrêmes, sur route comme en tout-terrain, pour des charges de 20 à 121 t, on peut vérifier la réputation de robustesse et de fiabilité de la marque.
Déclinée en porteur et tracteur en version 4x2, 4x4, 6x4, 6x6, 8x4 et 8x6, la série HD7 sert aussi de base au spécialiste italien SIVI pour ses versions spéciales pour les transports exceptionnels. Il est aussi transformé pour satisfaire aux exigences des cahiers des charges de nombreuses armées.
La principale caractéristique de cette gamme de camions polyvalents est le nombre de possibilités presque illimitées de personnalisation, plus de cent selon le constructeur. La nouvelle cabine du HD7 résume le caractère original du véhicule. Elle est construite en acier haute résistance traité et offre un design nouveau et agressif. La nouvelle grille de calandre s'ouvre entièrement avec les éléments de coin connectés, pour permettre d'accéder très facilement aux organes à maintenir.
Une variante type désert est aussi disponible pour chaque type de configuration, équipée de pneumatiques 24.00 R 20.5 basse pression.

## Modèles
La gamme Astra HD7 et HD7c est vaste. Conforme à la norme Euro 3, elle se compose de modèles 4x2, 4x4, 6x4, 6x6, 8x4 et 8x6, en versions porteur et tracteur :
| Modèles Euro 3                     | Config.       | Moteur                                                      | Cylindrée (cm3)     | Puissance (ch DIN)  | PTC / PTRA (t) |
| ---------------------------------- | ------------- | ----------------------------------------------------------- | ------------------- | ------------------- | -------------- |
| 42.38 42.42                        | Porteurs 4x2  | Fiat-IVECO 8210.42K Fiat-IVECO 8410.42K                     | 9 495 13 798        | 370 420             | 21,0 / 50,0    |
| 44.34                              | Porteur 4x4   | Fiat-IVECO 8460.41K                                         | 9 495               | 370                 | 21,0 / 50,0    |
| 42.38T 42.42T                      | Tracteurs 4x2 | Fiat-IVECO 8210.41K Fiat-IVECO 8410.42K                     | 9 495 13 798        | 370 420             | 44,0 à 56,0    |
| 64.34 64.38 64.42 64.45 64.52      | Porteurs 6x4  | Fiat-IVECO 8210.41K Fiat-IVECO 8410.41K Fiat-IVECO 8280.42S | 9 495 13 798 17 174 | 345 370 420 440 520 | 35,0 / 104,0   |
| 64.38T 64.42 64.44T 64.52T         | Tracteurs 6x4 | Fiat-IVECO 8210.41K Fiat-IVECO 8410.41K Fiat IVECO 8280.42S | 9 495 13 798 17 174 | 380 420 440 520     | 56 à 104,0     |
| 66.34 66.38 66.42 66.45 66.52      | Porteurs 6x6  | Fiat-IVECO 8210.41K Fiat-IVECO 8410.41K Fiat-IVECO 8280.42S | 9 495 13 798 17 174 | 345 370 420 440 520 | 35,0 / 104,0   |
| 66.38T 66.42T 66.44T 66.48T 66.52T | Tracteurs 6x6 | Fiat-IVECO 8210.41K Fiat-IVECO 8410.41K Fiat IVECO 8280.42S | 9 495 13 798 17 174 | 380 420 440 520     | 56,0 à 104,0   |
| 84.38 84.42 84.45 84.52            | Porteurs 8x4  | Fiat-IVECO 8210.41K Fiat-IVECO 8410.41K Fiat IVECO 8280.42S | 9 495 13 798 17 174 | 380 420 440 520     | 40,0 / 104,0   |
| 86.45 86.52                        | Porteurs 8x6  | Fiat IVECO 8280.42S                                         | 17 174              | 520                 | 40,0 / 104,0   |

En 1998, tous les modèles de la gamme HD7 ont pu être équipés en option d'une boîte de vitesses ZF AS-Tronic.

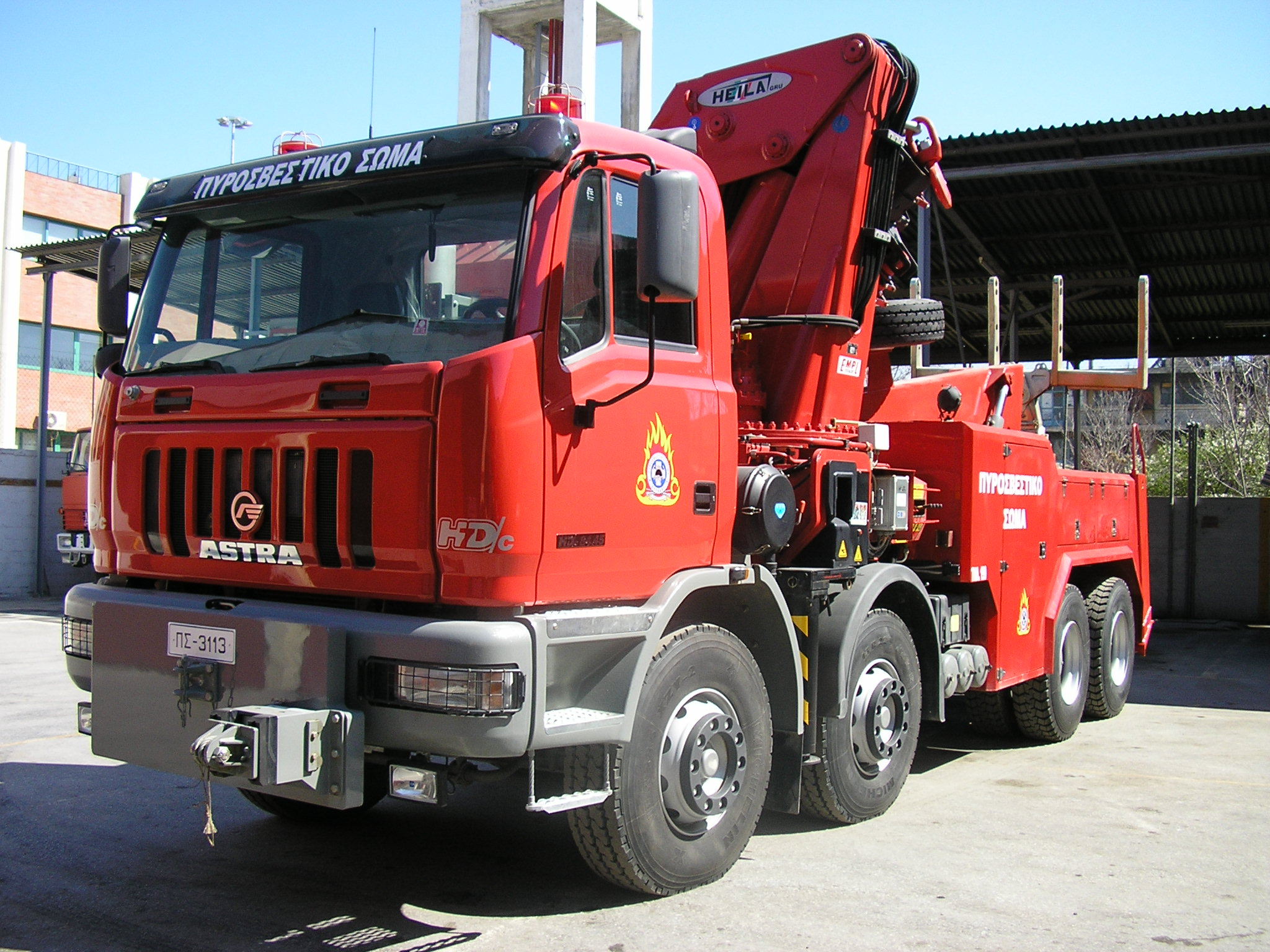
Camion porteur Astra HD7c 8x4 en Grèce.

## Gamme Astra HD7c
En 2001, les motorisations Fiat-IVECO sont remplacées par les moteurs IVECO Cursor 8 et 13. La gamme reste inchangée mais est dénommée « HD7c ». Cette gamme sera remplacée à partir de 2005 par la série HD8.

### Versions export
Pour certains marchés étrangers avec des législations différentes, Astra SpA a élargi son offre avec des modèles adaptés aux exigences locales comme les versions désert 4x4 et 6x6.

### Véhicules spéciaux
Le constructeur italien a toujours réalisé des véhicules spéciaux, adaptés à la demande de ses clients pour des utilisations particulières, hors gabarit routier et pour transports ultra exceptionnels, avec le concours de sa branche jumelle SIVI.

### Version militaire
Comme tous les modèles Astra, depuis son intégration dans le groupe IVECO, une variante militaire est proposée. Elle conserve la marque Astra en Italie et est souvent commercialisée sous la double marque Iveco-Astra à l'étranger.